# Palacio Bosch
El Palacio Bosch o  Palacio Bosch-Alvear es una lujosa residencia de Buenos Aires, Argentina. Inicialmente perteneció a la familia del embajador Ernesto Bosch y desde 1929 es sede de la embajada de los Estados Unidos en Argentina. Se encuentra cerca del cruce de las avenidas del Libertador y Av. John Fitzgerald Kennedy, en las inmediaciones del parque Tres de Febrero, el Jardín Zoológico y el predio de la La Rural.

## Historia
El palacio fue proyectado por el arquitecto francés René Sergent para Ernesto Bosch, quien había sido embajador argentino en París, y su construcción estuvo a cargo de los arquitectos argentinos Lanús y Hary. Diseñada en 1912, la obra fue afectada por el estallido de la Primera Guerra Mundial, y la familia Bosch ocupó el edificio a partir de 1917. En 1924, fue el lugar de alojamiento del príncipe Humberto de Savoia.
Ya en 1929, la familia fue golpeada por la crisis económica internacional, y en ese momento el Departamento de Estado de los Estados Unidos la adquirió para transformarla en embajada y residencia del embajador. Desde ese momento, diversos presidentes estadounidenses se han hospedado allí en sus visitas: Franklin Delano Roosevelt, en 1936; Dwight Eisenhower, en 1960; George H. W. Bush, en 1994 y Barack Obama, en 2016.
Desde sus comienzos, los interiores han sido revestidos y decorados con materiales y mobiliario importados de Francia, mientras que sus fachadas están revestidas en símil piedra.